# Star Wars: The Clone Wars (film)
Star Wars: The Clone Wars är en 3DCGI-animerad film som hade premiär den 14 augusti 2008 i Norden, Tyskland och Australien, samt 15 augusti i USA, England och Kanada. Den är den första Star Wars-filmen som har biopremiär sedan 2005 års Star Wars Episod III: Mörkrets hämnd och är den första animerade Star Wars-filmen på bio. Den är även den första filmen i serien som inte släpps av 20th Century Fox. (Warner Bros. har hand om distributionen tillsammans med samarbetspartnern Cartoon Network.) Detta blev den första Star Wars-filmen som inte hade amerikansk premiär i maj. Filmen banade vägen för en animerad serie som har visats på Cartoon Network i USA.

## Handling
The Clone Wars utspelar sig tidsmässigt mellan filmerna Star Wars Episod II: Klonerna anfaller och Star Wars Episod III: Mörkrets hämnd.
Jediriddarna Anakin Skywalker och Obi-Wan Kenobi fortsätter sin resa genom galaxen under Klonkrigen och gör upp med skurkar som Greve Dooku och Asajj Ventress. En ny huvudfigur i filmen är Ahsoka Tano, Anakins unga lärling. Handlingen kretsar också kring en fritagning av Jabba the Hutts son och en möjlig plan där Hutterna vänder sig mot Jediriddarna.

## Rollista
| Röst (engelsk version) | Röst (svensk version) | Roll             |
| ---------------------- | --------------------- | ---------------- |
| Matt Lanter            | Dick Eriksson         | Anakin Skywalker |
| James Arnold Taylor    | Dan Bratt             | Obi-Wan Kenobi   |
| Samuel L. Jackson      | Fredrik Hiller        | Mace Windu       |
| Anthony Daniels        | Kristian Ståhlgren    | C-3PO            |
| Nika Futterman         | Jennie Jahns          | Asajj Ventress   |
| Tom Kane               | Gunnar Ernblad        | Yoda             |
| Christopher Lee        | Stephan Karlsén       | Greve Dooku      |
| Ashley Eckstein        | Amanda Renberg        | Ahsoka Tano      |
| Ian Abercrombie        | Adam Fietz            | Palpatine        |

## Produktion
Filmen är egentligen inledningen till en ny animerad TV-serie med samma namn. När Lucas tittade på några av avsnitten till TV-serien på en stor skärm tänkte han: "This is so beautiful, why don't we just go and use the crew and make a feature?"
Filmen animerades med hjälp av CGI för att efterlikna anime. En del skådespelare från de tidigare Star Wars-filmerna, inklusive Anthony Daniels och Samuel L. Jackson, lånade ut sina röster till samma figurer som de spelade i filmerna.